# AS Roma (szachy)
Accademia Scacchistica Romana – włoski klub szachowy z siedzibą w Rzymie, dwukrotny mistrz Włoch.

## Historia
Klub został założony w 1819 roku i miał początkowo siedzibę w Caffè dei Pastini. Początkowo jego działalność odbywała się w ograniczonym zakresie, a pierwszy oficjalny turniej klubowy odbył się dopiero w 1865 roku. Najlepszym zawodnikiem akademii był wówczas Serafino Dubois. Od momentu przeniesienia siedziby do Circolo della Stampa w 1902 roku nastąpił rozkwit działalności klubu, który był m.in. współodpowiedzialny za organizację mistrzostw Włoch. Po dojściu do władzy Mussoliniego z przyczyn politycznych z klubu odszedł czołowy jego członek, Antonio Sacconi, pozbawiony przez władzę stanowisk i możliwości uczestnictwa w turniejach. Sam klub przestał otrzymywać dofinansowanie i zaczął tracić na znaczeniu.
Po zakończeniu II wojny światowej nastąpiło stopniowe odradzanie się klubu. AS Roma został w 1959 roku pierwszym mistrzem Włoch, a jego zawodnikami byli wówczas m.in. Sacconi, Vincenzo Nestler i Stefano Tatai. Rok później nastąpiło przeniesienie siedziby do Dopolavoro Dipendenti Comunali (później również do Caffè del Corso i Caffè Cyrano). W 1973 roku zdobyto drugi tytuł mistrzowski, z m.in. Sergio Mariottim i Alvise Zichichim w składzie. W 1974 roku zespół ponownie zmienił siedzibę.